# Odonturus dentatus
Genre
Synonymes
- Rhoptrurus Karsch, 1886
- Pseudobuthus Pocock, 1893

Espèce
Odonturus dentatus, unique représentant du genre Odonturus, est une espèce de scorpions de la famille des Buthidae.

## Distribution
Cette espèce se rencontre en Tanzanie, au Kenya et en Somalie.

## Description
Le tronc du mâle holotype mesure 19 mm et la queue 33,5 mm.

## Publication originale
- Karsch, 1879 : « Über einen neuen Skorpion aus der Familie der Androctoniden. » Sitzungsberichte der Gesellschaft Naturforschender Freunde zu Berlin, vol. 8, p. 119–120 (texte intégral).